# Great Apes Survival Partnership
La Great Apes Survival Partnership (en castellano Sociedad por la Supervivencia de los Grandes Simios) (GRASP) se fundó en 2001 con el objetivo de conservar los homínidos no humanos (gorilas, chimpancés, bonobos y orangutanes) y sus hábitats - principalmente ecosistemas forestales tropicales con gran importancia para la humanidad, a través de iniciativas y estrategias de desarrollo en las zonas de bajos recursos.
GRASP es una colaboración de tipo II entre la UNEP y la Cumbre Mundial para el Desarrollo Sostenible de la UNESCO, concentrando las principales instituciones que trabajan por la conservación de los grandes simios - Agencias de las Naciones Unidas, acuerdos multilaterales relacionados con la biodiversidad, gobiernos donantes o situados en las zonas de distribución de los grandes simios, organizaciones no gubernamentales, científicos, comunidades locales y el sector privado.
Los grandes simios no humanos se encuentran en 21 países en África (Angola, Burundi, Camerún, República Centroafricana, República Democrática del Congo, Guinea Ecuatorial, Gabón, Ghana, República de Guinea, Guinea-Bissau, Costa de Marfil, Liberia, Malí, Nigeria, Ruanda, Senegal, Sierra Leona, Sudán, Tanzania y Uganda) y dos países del sudeste asiático (Malasia e Indonesia).
Las poblaciones de grandes simios no humanos están disminuyendo en todo el mundo. La continuada destrucción de sus hábitats, junto con el crecimiento del comercio de bushmeat (carne de bosque) y el aumento de la actividad maderera en Indonesia, han llevado a los científicos a sugerir que la mayor parte de las poblaciones de grandes simios podrían extinguirse en tan solamente una generación. Aunque algunas poblaciones aisladas consiguiesen sobrevivir, la viabilidad a largo plazo sería baja debido al limitado número de animales y la fragmentación de su hábitat.
Los grandes simios comparten su hábitat con millones de personas, la mayoría de las cuales viven en situación de pobreza. La necesidad de unir el bienestar de las poblaciones humanas con las animales es el principal objetivo de la Sociedad GRASP.
El compromiso internacional para los grandes simios se reafirmó en una reunión intergubernamental sobre grandes simios y la primera reunión del consejo de GRASP, celebrada en la República Democrática del Congo en septiembre de 2005, donde la Declaración Kinshasa de los Grandes Simios se adoptó por más de setenta firmas.